# دشت سلطان‌آباد ۳
دشت سلطان‌آباد ۳ یک روستا در ایران است که در بخش رستاق شهرستان داراب در استان فارس واقع شده‌است. دشت سلطان‌آباد ۳ حدود ۴۶ نفر جمعیت دارد.

## جمعیت
این روستا در دهستان کوهستان قرار دارد و براساس سرشماری مرکز آمار ایران در سال ۱۳۸۵، جمعیت آن ۴۶ نفر (۱۱ خانوار) بوده‌است.